# Casse-pipe
Casse-pipe è un romanzo rimasto incompiuto ed in gran parte autobiografico dello scrittore francese Louis-Ferdinand Céline, pubblicato nel 1949. Ambientato nel 1912, il protagonista è un volontario nel reggimento dei corazzieri di stanza a Rambouillet che riferisce in tono tragicomico la propria esperienza militare.

## Trama
Ferdinand, 18 anni, giunge al reggimento a cui è stato assegnato durante una notte di vento forte e pioggia battente; farà parte del 17º reggimento corazzieri della guardia, corpo d'elite della cavalleria pesante francese con cui ha firmato per una leva di 3 anni. In mezzo ad un gruppo di reclute provenienti dalla Bretagna non riesce ad addormentarsi nella cuccetta di paglia immersa in un terribile fetore. Dovrà subito fare i conti col maresciallo di pessimo umore.
Intanto la tempesta continua e i cavalli vengono presi dal panico, alcuni riuscendo anche a fuggire; il brigadiere assieme al gruppo in cui si trova anche Ferdinand ha dimenticato la parola d'ordine, hanno quindi difficoltà a rientrare in caserma. Dopo il lavoro di routine, la raccolta dello sterco animale, i soldati vengono presi da una sete inesorabile che non li lascia riposare.
Ferdinand riesce a procurarsi del vino bianco e con quello si ubriaca in compagnia del brigadiere. Vi è poi un episodio che narra d'un forte attacco di epilessia che coglie uno dei volontari colleghi di Ferdinand. La storia si conclude col maresciallo che fa allineare gli uomini sotto la pioggia e ordinando loro di pulire gli stivali fino a farli brillare.

## Stile
Il centinaio di pagine rimaste è indicativo dello stile dell'autore, che cerca di trascrivere la lingua parlata del tempo, utilizzando così di frequente punti esclamativi, puntini di sospensione e parole derivanti dal gergo popolare d'inizio XX secolo; con tutta la narrazione che dà una dimensione al tempo stesso comica e violenta.

## Edizioni
- Casse pipe, Paris: F. Chambriand, 1949
- Casse-pipe, Paris: Gallimard, 1952
- Casse-pipe suivi du "Carnet du cuirassier Destouches", Paris: Gallimard, 1970
- Casse-pipe (seguito da Rambouillet, Il taccuino del corazziere Destouches ("Carnet du Cuirassier Destouches" e da un glossario), trad. e nota di Ernesto Ferrero, Collana Supercoralli, Torino: Einaudi, 1979; Collana Nuovi Coralli n.401, Einaudi, 1988, ISBN 978-88-061-1370-4.
- Casse-pipe, a cura di Giuseppe Guglielmi, Collana Einaudi Tascabili-Serie bilingue n.276, Torino: Einaudi, 1995, 2008 ISBN 978-88-061-9442-0.
- Guignol's band I-II preceduti da Casse-pipe, a cura di Gianni Celati, Collezione Biblioteca della Pléiade, Torino, Einaudi-Gallimard, 1996, ISBN 88-44-60029-3.